# Карловець
Карловець (пол. Karłowiec, нім. Karlsberg) — село в Польщі, у гміні Мірськ Львувецького повіту Нижньосілезького воєводства.
Населення — 88 осіб (2011).
У 1975-1998 роках село належало до Єленьоґурського воєводства.

## Демографія
Демографічна структура станом на 31 березня 2011 року:
|          | Загалом | Допрацездатний вік | Працездатний вік | Постпрацездатний вік |
| -------- | ------- | ------------------ | ---------------- | -------------------- |
| Чоловіки | 42      | 5                  | 30               | 7                    |
| Жінки    | 46      | 7                  | 26               | 13                   |
| Разом    | 88      | 12                 | 56               | 20                   |